# نوسيغاوا
كاواكامي  (باليابانية: 野迫川村) هي قرية تقع في مقاطعة يوشينو، محافظة نارا، اليابان.
يُقدر التعداد السكاني للقرية لتاريخ 1 أكتوبر، 2007م بـ699 نسمة، يبلغ مجموع المساحة 155.03 كيلومتر مربع.

## الجغرافيا
تقع في الجزء الجنوبي الغربي من محافظة نارا، وهي محاطة بسلسلة جبال كآي. الجبلان ناتسوموشي بارتفاع يبلغ 1349 متر و أكراكامي بارتفاع يبلغ 1260 متر يعدان من أكبر الجبال في نوسيغاوا. ويوجد العديد من الأنهار مثل نهر إكوتسو، الذي يجري عبر القرية وفالنهاية يتوحد مع نهر توتسكاوا الذي يصب فالنهاية للمحيط الهادئ.

## التعليم
- تعليم ابتدائي
  - مدرسة نوسيغاوا الابتدائية
- تعليم إعدادي
  - مدرسة نوسيغاوا الإعدادية

## روابط خارجية
- الموقع الرسمي (باليابانية)